# Reial Club Deportiu Espanyol (femení)
La secció de futbol femení del Reial Club Deportiu Espanyol de Barcelona fou creada l'any 1970. Juga a la Primera Divisió (antiga Superlliga), màxima categoria de la lliga espanyola de futbol femení. Al seu palmarès figuren una Superlliga, sis Copes de la Reina i cinc Copes de Catalunya.

## Història

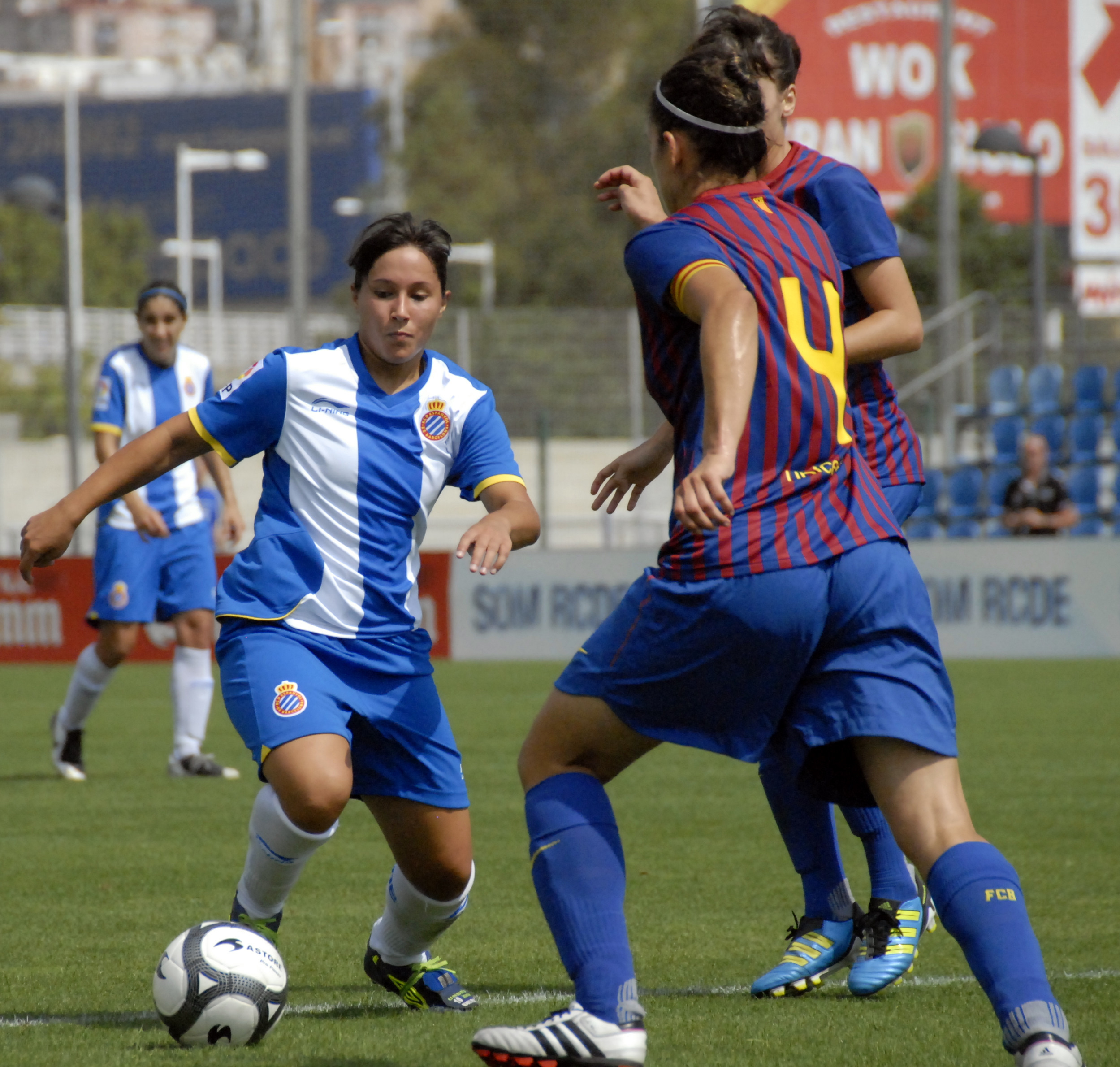
Imatge de la final de la Copa Catalunya de 2011.

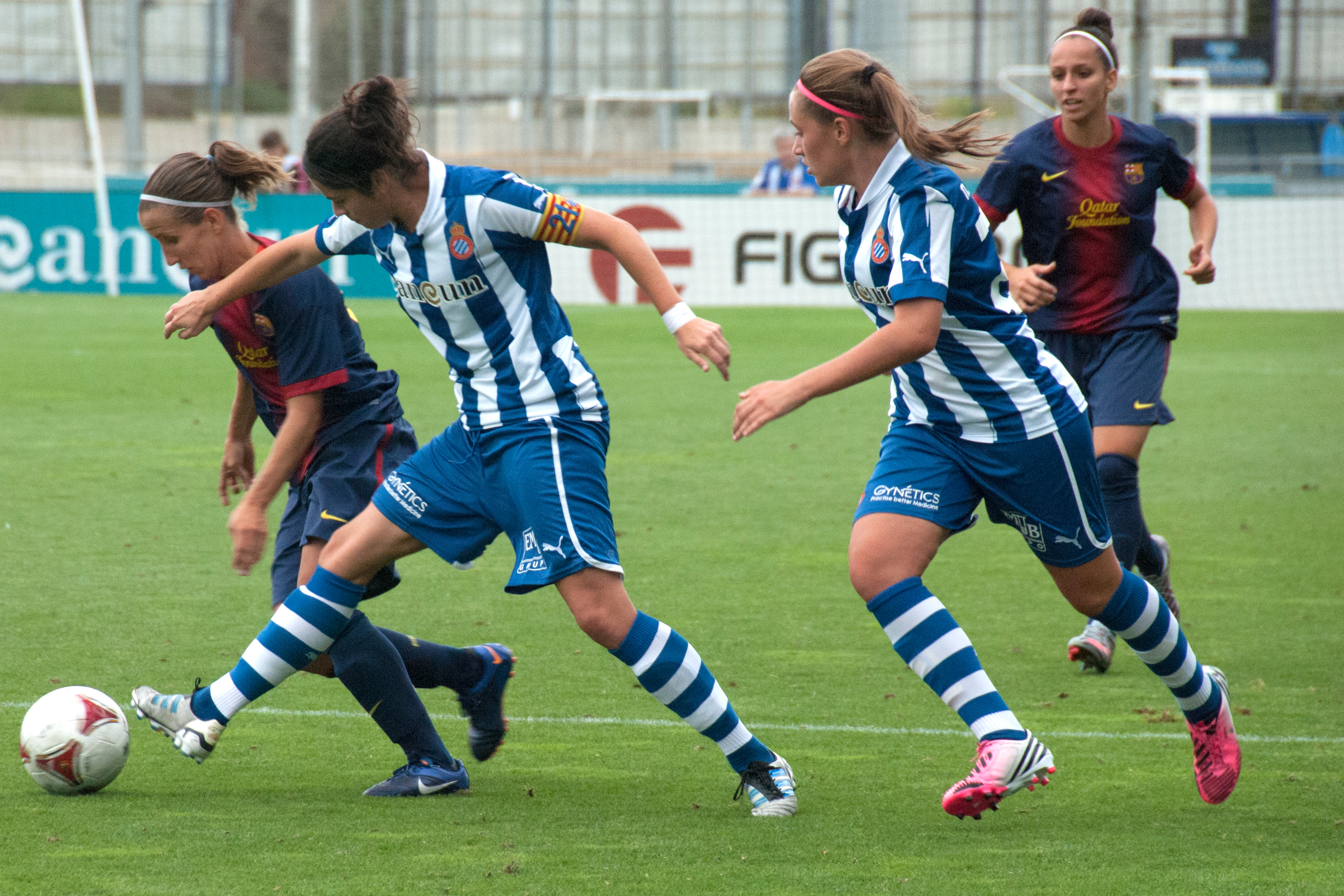
Imatge de la final de la Copa Catalunya de 2012.

### Els primers anys (1970-1988)
L'equip femení del RCD Espanyol neix el 21 de març de 1970, essent anomenat Club Deportivo Español Femenino sota l'impuls de Lluís Oliva Berney i Julià Arcas com a primer entrenador.

### La Lliga femenina (1988-2005)
Des de la creació de la lliga femenina el 1988 i sota diversos formats, l'equip ha estat a la màxima categoria del futbol femení (menys entre les temporades 1990-91 i 1992-93), mantenint-se entre les millors o, si més no, en la part mitjana de la classificació. Malgrat això no va aconseguir cap títol de lliga, assolint com a màxim el tercer lloc en diverses ocasions.
El 1996 va aconseguir el seu primer títol nacional: la Copa de la Reina, que va revalidar el 1997. Però en anys posteriors l'equip continuava sense culminar amb títols les seves bones temporades.

### L'època daurada (2005-2013)
No va ser fins al 2005 que el RCD Espanyol femení va viure la seva etapa més fructífera, especialment en la temporada 2005-06 en què les blanc-i-blaves viurien el millor any de la seva història en fer el doblet: la Superlliga i la seva tercera Copa.
Als anys següents es varen aconseguir tres copes més (2009, 2010 i 2012), dos subcampionats de copa (2007 i 2011) i tres subcampionats de lliga (2006-07, 2009-10 i 2010-11), mostra de la gran regularitat de les jugadores periquites. A part d'endur-se les quatre primeres edicions de la Copa Catalunya (2005, 2006, 2007 i 2008).
A la temporada 2011-12, el RCD Espanyol femení s'ha convertit en l'equip més llorejat de la Copa de la Reina després d'endur-se el seu sisè títol i empatar amb la UE Llevant femení com a màxim equip coper, però les periquites acumulen deu finals per set de les granotes.

### A punt de desaparèixer (2014-2018)
Després de l'època daurada de l'entitat on va aconseguir títols a escala estatal i es va consolidar com un referent amb el futbol femení en l'àmbit nacional, es va presentar una etapa de dificultats econòmiques a tota a l'entitat que van ressentir fortament la secció femenina fins al punt d'estar a punt de desaparèixer.
El treball i la lluita de les jugadores van mantenir les esperances i van evitar que desaparegués la secció.
Aquesta etapa també es va viure més a prop que mai dos descensos a 2a divisió nacional, les temporades 2016-17 i 2017-18.

### Noves esperances (2019)[calcitació]
La temporada 2018-2019 es presenta com una temporada de transició i de canvis per a la secció, el club ja gosa d'una major estabilitat econòmica, després de la compra del club pel president Chen Yansheng.
La temporada es presenta com la de la consolidació a mitja taula, fent desaparèixer les pors del descens, però el febrer de 2019, l'entrenador de l'equip, Joan Bacardit Sans, presenta la seva dimissió al club a causa de la situació complicada de l'equip a la classificació. El club aposta com a entrenador per Salvador Jaspe Ruiz
Després del canvi d'entrenador l'equip acaba en novena posició empatat amb 35 punts amb el València CF (femení) (8è).
Cronologia de successos:
- La temporada 2018-19 el pressupost de la secció femenina permet becar a totes les jugadores del futbol base, i que les jugadores no hagin de pagar per jugar al RCD Espanyol, igual que la situació que disposa la secció masculina.
- El primer equip realitza el primer torneig internacional a Casablanca, Marroc (8 març de 2019), que surt guanyador contra ASFAR Marroc per un resultat d'1-2 favorable a les periques.
- S'opta per donar més ressò als aficionats pericos obrin canals de difusió de la secció femenina a Twitter i Instagram durant el mes de març.
- RCDE Stadium obre per primer cop les portes a un partit de la Liga Femenina Ibedrola (J28 RCDE- Atlètic de Madrid (femení)) amb una assistència de 20.616 espectadors essent aquest partit el més multitudinari a Catalunya d'un partit de futbol femení fins a aquesta data.[8]
- La junta directiva anuncia un augment del 30% del pressupost per la temporada 2019-2020 que provoca un augment del salari de les jugadores del primer equip que permet professionalitzar la secció passant els entrenaments pels matins.

### Classificacions en Lliga
Font: Hemeroteca de El Mundo Deportivo
| - 1988-89: Superlliga (3r) - 1989-90: Superlliga (3r) - 1990-91: Lliga Nacional, Gr. 3 (4t) - 1991-92: Lliga Nacional, Gr. 3 (3r) - 1992-93: Lliga Nacional, Gr. 3 () - 1993-94: Superlliga (5è) - 1994-95: Superlliga (3r) - 1995-96: Superlliga (3r) | - 1996-97: Primera Nacional, Gr. 3 (3r) - 1997-98: Primera Nacional, Gr. 3 (2n) - 1998-99: Primera Nacional, Gr. 3 (1r) (*) - 1999-00: Primera Nacional, Gr. 3 (2n) - 2000-01: Primera Nacional, Gr. 3 (2n) - 2001-02: Superlliga (3r) - 2002-03: Superlliga (7è) - 2003-04: Superlliga (8è) | - 2004-05: Superlliga (3r) - 2005-06: Superlliga (1r) - 2006-07: Superlliga (2n) - 2007-08: Superlliga (4t) - 2008-09: Superlliga (4t) - 2009-10: Superlliga (2n) - 2010-11: Superlliga (2n) - 2011-12: Primera Divisió (3r) | - 2012-13: Primera Divisió (5è) - 2013-14: Primera Divisió (11è) - 2014-15: Primera Divisió (7è) - 2015-16: Primera Divisió (9è) - 2016-17: Liga Iberdola (13è) - 2017-18: Liga Iberdrola (14è) - 2018-19: Liga Iberdrola (9è) - 2019-20: Primera Iberdrola (16è) - 2020-21: Primera Iberdrola (16è) |

 - Campionat de Lliga 

 - Ascens 

 - Descens
(*) va quedar campió del seu grup i perdé les semifinals pel títol de lliga
Entre 1996 i 2001 no va existir la Superlliga i va ser substituïda per 4 grups de Primera Nacional d'àmbit geogràfic on els campions disputaven el títol. Des de 2001 la Primera Nacional fou la segona categoria. Des de 2011 la Superlliga es diu Primera Divisió.
Des de 2016 l'antiga Superlliga actualment anomenada Primera Divisió passa a anomenar-se Liga Femenina Iberdrola Primera División Femenina ("Liga Iberdrola") per un acord publicitari entre Iberdrola i la Liga (que opté els drets de la competició)
Des de 2019 la "Liga Iberdrola" pasa a denominar-se Primera Iberdrola, ja que la Real Federació Espanyola de Futbol adquireix de nou els drets de la competició.

### Copa de la Reina
Font: Hemeroteca de El Mundo Deportivo
| - 1988-89: 1/4 final - 1989-90: Finalista - 1990-91: 1/16 final - 1991-92: No classificat - 1992-93: 1/8 final - 1993-94: 1/8 final - 1994-95: Semifinalista - 1995-96: Campió | - 1996-97: Campió - 1997-98: Semifinalista - 1998-99: No classificat - 1999-2000: 1/8 final - 2000-01: 1/4 final - 2001-02: Finalista - 2002-03: 1/4 final - 2003-04: No classificat | - 2004-05: 1/4 final - 2005-06: Campió - 2006-07: Finalista - 2007-08: 1/4 final - 2008-09: Campió - 2009-10: Campió - 2010-11: Finalista - 2011-12: Campió | - 2012-13: 1/4 final - 2013-14: No classificat - 2014-15: 1/4 final - 2015-16: No classificat - 2016-17: No classificat - 2017-18: No classificat - 2018-19: 1/8 final - 2019-20: |

 - Campionat de Copa

### Copa Catalunya
La Copa Catalunya es disputa anualment des del 2005. Segueix el model de la competició masculina del mateix nom vigent des del 1984, amb successives eliminatòries i final a partit únic.
Font: Hemeroteca de El Mundo Deportivo
| - 2005: Campió - 2006: Campió - 2007: Campió - 2008: Campió | - 2009: Finalista - 2010: Semifinalista - 2011: Finalista - 2012: Finalista | - 2013: Campió - 2014: Finalista - 2015: Finalista - 2016: Finalista | - 2017: Finalista - 2018: Finalista - 2019: Finalista |

 - Campionat de Copa Catalunya

## Estadi
La secció juga els seus partits a la Ciutat Esportiva Dani Jarque, un complex esportiu inaugurat el 2001. Es troba a la localitat de Sant Adrià del Besòs i acull els entrenaments del primer, segon equip i els equips inferiors del Club.

## Dades del club
- Temporades a Primera Categoria (29): 1988 a 1990 i 1993 a 2020
- Temporades a Segona Categoria (3): 1990-91, 1991-92 i 1992-93
- Millor lloc a la lliga: 1r (Superlliga, temporada 2005-06)
- Pitjor lloc a la lliga: 14è (Liga Iberdrola, temporada 2017-18)

### Jugadores destacades
| - 'Titi' Camúñez - Nayara Correa Dos Santos - Dolors Ribalta - Raquel Cabezón | - Miriam Diéguez - Marta Cubí - Adriana Martín - Ane Bergara - Verónica Boquete | - Vanesa Gimbert - Alba Montserrat - Marta Torrejón - Alèxia Putellas |

### Entrenadors
| - Julià Arcas Sánchez - Titi Camuñez - Santi Fernández - Xavier Álvarez - Ramón Català - Emili Montiagut - Diego Morata | - Óscar Aja - Luis Carrión - Santiago García - José Antonio Montes - Antonio Polidano Lisón - Ruben Rodríguez Sánchez - Joan Bacardit Sans | - Salvador Jaspe Ruiz - Jordi Ferrón i Forné - Rubén Casado Rayo - Marc Cabestany - Adrián González - Juan Ignacio Ibarra - Sara Monforte |

## Altres seccions i filials

### Reial Club Deportiu Espanyol B
La secció té un segon equip a Segona Divisió. Tradicionalment s'ha situat esportivament a la categoria immediatament inferior a la del primer equip.

## Palmarès

### Títols estatals
- Lliga (1): 2005-06
- Subcampió Lliga (3): 2006-07, 2009-10 i 2010-11
- Copa de la Reina (6): 1996, 1997, 2006, 2009, 2010 i 2012
- Subcampió Copa de la Reina (4): 1990, 2002, 2007 i 2011

### Títols nacionals
- Copa Catalunya (5): 2005, 2006, 2007, 2008 i 2013
- Subcampió Copa Catalunya (5): 2009, 2011, 2012, 2014 i 2015
- Torneig d'Històrics del Futbol Català (3): 2008, 2009 i 2010